# Kuwayama gallicola
Kuwayama gallicola är en insektsart som beskrevs av Leonard D. Tuthill 1959. Kuwayama gallicola ingår i släktet Kuwayama och familjen spetsbladloppor.
Artens utbredningsområde är Peru. Inga underarter finns listade i Catalogue of Life.